# Lettonistika
Lettonistika je filologicky orientovaný obor zabývající se jak jazykem, tak dějinami a kulturou Lotyšska. Tento baltský jazyk, lotyštinu, lze v hlavním studijním oboru studovat v České republice pouze na Filozofické fakultě Univerzity Karlovy v Praze, jejíž katedru lettonistiky vede Pavel Štoll. Vyučována je také na Filozofické fakultě Masarykovy univerzity v Brně, a to na Ústavu jazykovědy a baltistiky.

## Historie
Výuka baltských jazyků na FF UK má již předválečnou tradici: jejich lektorát založil nejvýznamnější představitel české jazykovědné lettonistiky prof. Josef Zubatý už v roce 1923.
Do dějin české lettonistiky přispěl velmi významným dílem rusista Prof. PhDr. Radegast Parolek, DrSc., zahraniční člen Lotyšské akademie věd, čestný doktor Lotyšské univerzity a nositel nejvyššího lotyšského státního vyznamenání Řádu tří hvězd, jenž od poloviny 60. let budoval českou literárněvědnou baltistiku. Jeho zásluhou bylo studium lotyštiny v roce 1990 obnoveno. 3. října 2007 byl na FF UK otevřen lektorát lotyšského jazyka a literatury ﬁnancovaný lotyšskou Agenturou pro státní jazyk (Valsts valodas aģentūra). Univerzita Karlova byla první zahraniční univerzitou, na níž Lotyšsko zřídilo lektorát tohoto druhu, zároveň to byl první lektorát na české vysoké škole financovaný jiným státem.